# Agdistis protai
Agdistis protai là một loài bướm đêm thuộc họ Pterophoridae. Nó được tìm thấy ở Ý (Tuscany, Sardinia), Cộng hòa Síp và Thổ Nhĩ Kỳ.
Con trưởng thành bay vào tháng 7 và tháng 8.